# Siliqua (Sardinien)
Siliqua ist eine italienische Gemeinde (comune) mit 3529 Einwohnern (Stand 31. Dezember 2023) in der Metropolitanstadt Cagliari auf Sardinien. Die Gemeinde liegt etwa 27,5 Kilometer westnordwestlich von Cagliari am Parco Geominerario Storico ed Ambientale della Sardegna.

## Geschichte
Die Gemeinde ist bekannt für sein Domus de Janas. Daneben gilt das Castello di Acquafredda aus dem 13. Jahrhundert im Ortsteil Cixerri als besondere Sehenswürdigkeit.

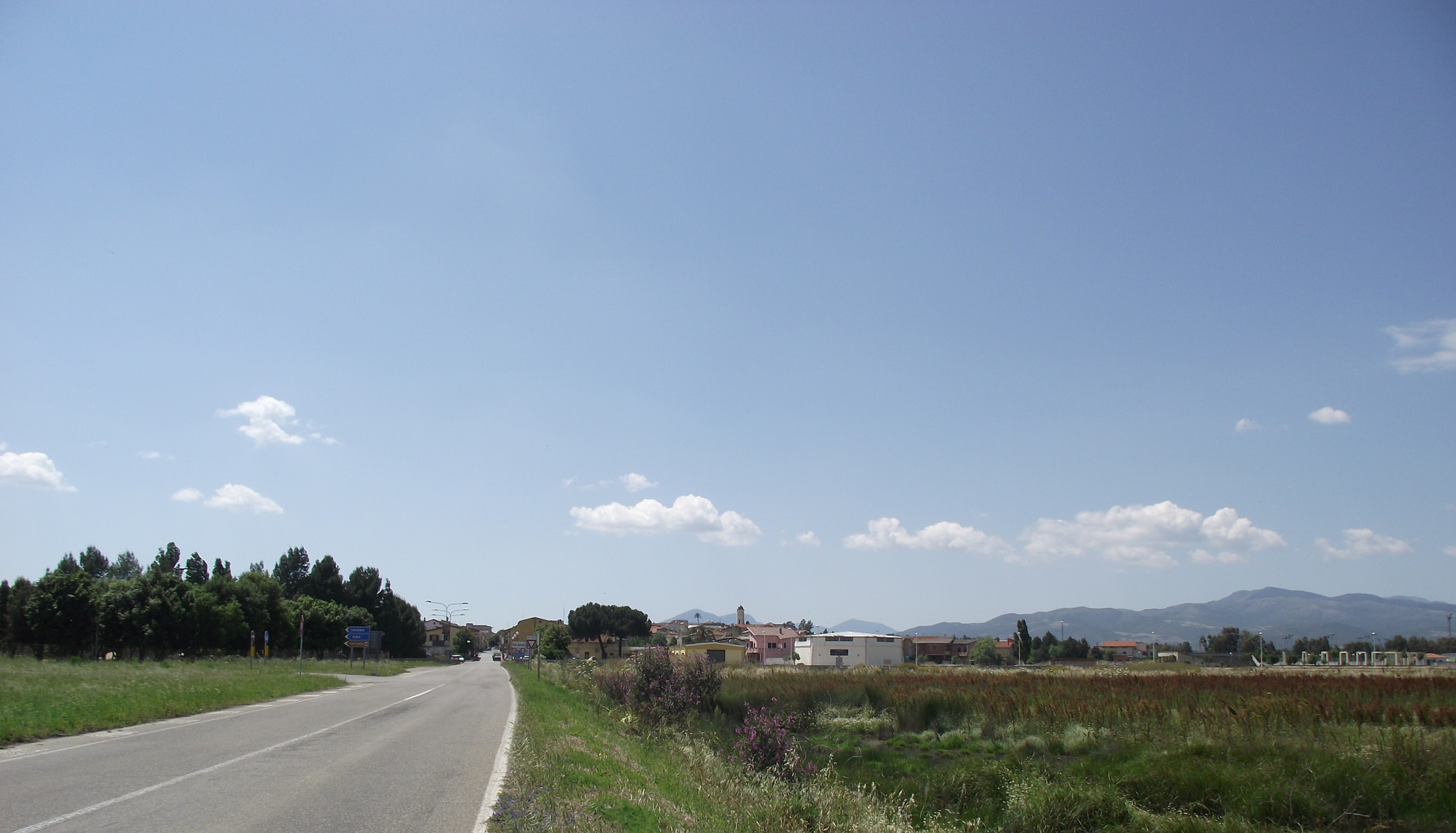
Blick auf Siliqua

## Verkehr
Bei Siliqua kreuzt die von Cagliari nach Iglesias führende Strada Statale 130 Iglesiente die in Nord-Süd-Richtung verlaufende Strada Statale 293 di Giba.
Siliqua hat einen Bahnhof an der Bahnstrecke Decimomannu–Iglesias. Per Bahn sind Cagliari, Iglesias und Carbonia einfach zu erreichen.
Rund fünf Kilometer südwestlich von Siliqua befindet sich ein kleiner Flugplatz (La tana del volo) für Leichtflugzeuge mit einer 400 Meter langen Start- und Landebahn (09/27).